# Wanda Gościmińska
Wanda Gościmińska z domu Płocek (ur. 1 stycznia 1914 w Łodzi, zm. 16 września 2000 tamże) – polska włókniarka, przodownica pracy, posłanka na Sejm PRL I kadencji. Budownicza Polski Ludowej.

## Życiorys
Córka Józefa i Franciszki z domu Trojanowskiej. Pracowała jako włókniarka w Zakładach Przemysłu Bawełnianego w Rudzie Pabianickiej pod Łodzią. Na fali socjalistycznej propagandy w okresie PRL uznawana była za najsłynniejszą przodownicę pracy. W 1948 otrzymała Brązowy Krzyż Zasługi. W uznaniu zasług została między innymi dyrektorem Zakładów Tekstylno-Dziewiarskich, a także jako pierwsza kobieta odznaczona Orderem Budowniczych Polski Ludowej w 1949. W listopadzie 1949 została członkiem Ogólnokrajowego Komitetu Obchodu 70-lecia urodzin Józefa Stalina. W latach 1952–1956 była posłem na Sejm PRL z ramienia Polskiej Zjednoczonej Partii Robotniczej.
W 1975, reżyser Wojciech Wiszniewski nakręcił inscenizowany film dokumentalny pt. Wanda Gościmińska, włókniarka, poświęcony jej osobie, a w 2013 na bazie tego filmu i życiorysu Gościmińskiej – Galeria Manhattan w Łodzi zaprezentowała wystawę Kobieta z marmuru.
28 listopada 1988 weszła w skład Honorowego Komitetu Obchodów 40-lecia Kongresu Zjednoczeniowego PPR – PPS – powstania PZPR.

## Odznaczenia i nagrody
- Medal 40-lecia Polski Ludowej (1984)[8]
- Nagroda specjalna „Trybuny Ludu” (1986)[9]